# Rattus mollicomulus
Rattus mollicomulus — один з видів гризунів роду пацюків (Rattus).

## Поширення
Цей вид відомий тільки з верхніх схилів Гунунг Лампобатанг на острові Сулавесі, Індонезія від 1100 до 2000 м. Цей вид обмежується верхнім гірським вологим тропічним лісом.

## Морфологічні особливості
Гризуни середнього розміру, завдовжки 153—157 мм, хвіст — 141—154 мм, стопа — 33 — 35 мм, вухо — 14 — 18,5 мм.

## Зовнішність
Хутро довге і м’яке. Верхні частини буро-жовтуваті з основою коричнево-чорнуватого волоска, боки світліші, а вентральні частини білуваті, основа волосини сіра та з жовто-червонуватими відблисками на грудях. Задня частина передніх ніг сірувата, а стопа покрита дрібними білуватими волосками. Вуха маленькі і чорнувато-бурі. Хвіст довгий, як голова і тіло, рівномірно бурувато-чорнуватий. Самиці мають пару грудних сосків і 3 пахових пари.

## Загрози та охорона
Здається, немає серйозних загроз для цього виду. Гунунг Лампобатанг зберігається як національний парк.